# Coyhaique (kommun)
Coyhaique är en kommun i Chile.   Den ligger i provinsen Provincia de Coyhaique och regionen Región de Aisén, i den södra delen av landet, 1 300 km söder om huvudstaden Santiago de Chile.
I omgivningarna runt Coyhaique växer i huvudsak blandskog. Runt Coyhaique är det mycket glesbefolkat, med 6 invånare per kvadratkilometer.